# اسپنسر (ماساچوست)
اسپنسر، ماساچوست
اسپنسر(به انگلیسی: Spencer) شهرکی در شهرستان ورچستر ایالت ماساچوست می‌باشد که در سال ۱۷۷۵ بنیان‌گذاری شده‌است. این شهرک در سرشماری سال ۲۰۱۰ میلادی، ۱۱٬۶۸۸ نفر جمعیت داشته‌است.